# یوشییوکی آراکاوا
یوشییوکی آراکاوا (انگلیسی: Toshiyuki Arakawa؛ زادهٔ تاریخ ورودی نامعتبر است) آهنگساز اهل ژاپن است.